# 君にサヨナラを
「君にサヨナラを」（きみにサヨナラを）は、桑田佳祐の楽曲。自身の12作目のシングルとして、タイシタレーベル / SPEEDSTAR RECORDSから12cmCD・12インチレコードで2009年12月9日に発売された。
2016年2月26日にはダウンロード配信、2019年12月20日にはストリーミング配信を開始した。

## 背景
ソロ作品としては前作「ダーリン」からほぼ2年ぶりとなるシングル。
カップリングの2曲は桑田の出演したテレビ番組『桑田佳祐の音楽寅さん 〜MUSIC TIGER〜』（フジテレビ系列）の企画で制作されたオリジナル楽曲。

## 制作
収録曲数は3曲ながらも総収録時間は26分17秒で過去の桑田、およびサザンのシングルとしては最長（その後次作『本当は怖い愛とロマンス』で抜かれている）であり、公式ページでもそれを前面に押し出している。
桑田は2010年に発売予定だったアルバム（その後このアルバム『MUSICMAN』は桑田の食道がんによる活動休止を挟み2011年に発売）のレコーディングをこの頃から始めている。

## リリース・アートワーク
本作は初回限定盤・通常盤・アナログ盤の3種類があり、初回限定盤には2010年のカレンダーがデザインされたハンカチが付属されている。ジャケット写真やミュージック・ビデオでは、桑田がメガネをかけている姿で登場している。

## プロモーション
テレビ披露
| 放送日         | 番組名                                                             | 放送局     | 披露曲                                               | 出典   |
| -------------- | ------------------------------------------------------------------ | ---------- | ---------------------------------------------------- | ------ |
| 2009年4月27日  | 桑田佳祐の音楽寅さん 〜MUSIC TIGER〜「番組の新テーマ曲を作る」     | フジテレビ | 「HONKY JILL 〜69（あいなめ）のブルース〜」          |        |
| 2009年6月15日  | 桑田佳祐の音楽寅さん 〜MUSIC TIGER〜「寅さんの大阪案内」           | フジテレビ | 「HONKY JILL 〜69（あいなめ）のブルース〜」          |        |
| 2009年8月3日   | 桑田佳祐の音楽寅さん 〜MUSIC TIGER〜「声に出して歌いたい日本文学」 | フジテレビ | 「声に出して歌いたい日本文学 <Medley>」              |        |
| 2009年12月11日 | ミュージックステーション                                           | テレビ朝日 | 「君にサヨナラを」                                   | [ 11 ] |
| 2009年12月12日 | COUNT DOWN TV                                                      | TBS        | 「君にサヨナラを」                                   | [ 12 ] |
| 2009年12月15日 | 日テレ系音楽の祭典 ベストアーティスト2009                          | 日本テレビ | 「白い恋人達」 「君にサヨナラを」                    |        |
| 2009年12月21日 | 桑田佳祐の音楽寅さん大傑作選～もうすぐ寅年ガオー!スペシャル        | フジテレビ | 「君にサヨナラを」のミュージック・ビデオを放送した。 |        |
| 2009年12月25日 | ミュージックステーション SUPER LIVE 2009                           | テレビ朝日 | 「白い恋人達」 「君にサヨナラを」                    | [ 13 ] |

## チャート成績
2009年12月21日付のオリコン週間ランキングで初週7.1万枚を売り上げて、1位を獲得した。同ランキングでは「波乗りジョニー」から7作連続・通算8作目の首位を獲得した。オリコンによる累計売上枚数は11万枚を記録している。
オリコンによる本作の登場週数は12週である。

## 収録曲
- 収録時間：26:15

1. 君にサヨナラを (4:50)
（作詞・作曲・編曲：桑田佳祐 / 弦編曲：佐橋佳幸）
自身出演の大塚製薬「UL・OS（ウルオス）」CMソング。ユニクロ「Life Wear/旅するダウン編」CMソング[注釈 1]。
大人の男の優しさと哀愁が描かれたナンバー[18]。
曲自体は2009年1月の鎌倉バンド合宿[注釈 2]で既に出来ていたが、『音楽寅さん』への出演があったためにその間はレコーディングに時間が割けず、本格的な作業に入ったのは番組が終了した2009年10月以降であったという[22]。
ミュージック・ビデオは、桑田が映画の撮影現場のような不思議な世界に入り込み、カップル、ダンサー、ウェイトレス、ホームレスなどさまざまな人物が登場する内容である。撮影は2009年11月初旬に行われ、計2日間費やしている[18]。
アルバムバージョンでは音のバランスが一部変更されている[22]。
2. 声に出して歌いたい日本文学 <Medley> (18:45) 
（作詞：後述 / 作曲・編曲：桑田佳祐）
近代の日本文学作品10作品に桑田が曲を書き下ろしメドレーにしたもの。本楽曲の演奏時間は18分を超え、曲の長さはかなり長いものになっている。タイトルは齋藤孝の著書『声に出して読みたい日本語』のオマージュである。なお、齋藤は文章の抜き出しや資料作りなどのサポートで本楽曲の制作に関わっていることを述べている[23][注釈 3]。
もともとは 『音楽寅さん』2009年8月3日放送分用に制作された楽曲。この曲のレコーディングは同年8月に発売された原由子のソロシングル「夢をアリガトウ」のカップリング曲「潮風のエトランゼ」のアレンジ・コーラスダビングと並行して行われており、その作業の間に降下のスタジオで文学作品を並べ、歌詞に使う部分を抜粋し、その場で曲をつけた[25]。桑田は使用した文学作品をほとんど読んでおらず、メロディは顔写真で決めたものも多かった。使用された文学作品と作者[注釈 4]は以下の通りである。
  1. 汚れつちまつた悲しみに（中原中也）
  2. 智恵子抄（高村光太郎の『智恵子抄』に収録される短詩「あどけない話」より）
  3. 人間失格（太宰治）
  4. みだれ髪（与謝野晶子の『みだれ髪』より）
  5. 蜘蛛の糸（芥川龍之介）
  6. 蟹工船（小林多喜二）
  7. たけくらべ（樋口一葉）
  8. 汚れつちまつた悲しみに（REPRISE）
  9. 一握の砂（石川啄木の『一握の砂』の「我を愛する歌」より）
  10. 吾輩は猫である（夏目漱石）
  11. 銀河鉄道の夜（宮沢賢治）

「たけくらべ」では発売年の春に死去した忌野清志郎[注釈 5]の物真似が挿入された。桑田はこのことについて作品特設ページのインタビューで「最初から考えているわけじゃなくて、やっているうちに、そうなってしまったんですよ。CDだけの企画だったら清志郎さんになっていなかったかもしれない。メイクやコスプレ込みの曲でもあったので、そういうところではテレビ番組って力があるなってすごく思いました」と述べている[28]。
音楽評論家の岩田由記夫は本楽曲に対し、「『声に出して歌いたい日本文学』で彼（桑田）は己の根っこと大人になると何が大切か僕達に教えたかったのだ。これを愛国心と言う」と評価している[29]。
桑田は後年本楽曲を制作したことが、のちの楽曲制作に大きく影響を与えたことを述べており、同時に日本語の美しさや、ニュアンスの持たせ方、先達の表現力の豊かさに驚いた旨も述べている[30]。また、2012年の全国ツアーで愛媛県松山市に滞在した際に道後温泉本館を訪れ、夏目漱石を偲んで作られた「坊つちやんの間」を見学した際には「現代のアートなんかでもそうだけど、相当、ぶっ飛んでるものだったんじゃないですかね、ある程度理解不能でも、民衆はそこが魅力でね、喰いついたに違いないと思うんですよ。日本人の言語感覚なり思考回路っていうか、僕は誇らしげに感じましたけどね」と発言している[31]。
ベスト・アルバム『I LOVE YOU -now & forever-』に収録されたほか、2012年に行われた桑田の全国ツアーでは中盤に19分弱のこの曲がフルで披露された。
3. HONKY JILL 〜69のブルース〜 (2:39)
（作詞・作曲・編曲：桑田佳祐 / 管編曲：山本拓夫）
自身の冠番組のフジテレビ系番組『桑田佳祐の音楽寅さん 〜MUSIC TIGER〜』オープニング曲。
タイトルは「本気汁」を英語風にしたものであり、歌詞がついていない時点から桑田が口ずさんで決めていた[32][33]。曲中にはBINGO BONGOなどの固有名詞や、サザンの「女呼んでブギ」のフレーズを引用している。歌詞にある「もろ摩羅」[34]は「音楽寅さん」では「もろ真裸」という表記になっていた[32]。曲の最後に桑田が田中角栄のものまね、ユースケ・サンタマリアがアントニオ猪木の「1! 2! 3!ダァ〜!」をしている[32]。
同番組の1期のオープニング「MUSIC TIGER」と同じく、共演者のユースケ・サンタマリアが合いの手で参加している。ただし、この曲では桑田一人での演奏ではなく、サポートミュージシャン率いるバックバンドを従えて制作された。ユースケは、アドリブで叫んだ合いの手を容認する桑田に対して「こんなことで喜んでくれるのは桑田さんとBINGO BONGOのリーダーくらいですよ」と笑いを交えて語っていた[32]。
2009年4月27日放送の同番組ではレコーディング風景を放送。あたかもユースケの思いつきに振り回された桑田が放送当日にレコーディングしたかのように編集され、このVTRの直後にスタジオアルタ屋上での生中継に切り替わった[32]。レコーディングは実際には2009年3月に行われている[35]。

## 参加ミュージシャン
- 君にサヨナラを
  - 桑田佳祐:Vocal, Chorus, Tambourine
  - 佐橋佳幸:Electric & Acoustic Guitars
  - 井上富雄:Bass
  - 鎌田清:Drums
  - 原由子:Keyboards, Chorus
  - 西村浩二:Trumpet
  - 金原千恵子ストリングス:Strings
  - 清水美恵:Chorus
  - 安奈陽子:Chorus
  - 角谷仁宣:Computer Programming

- 声に出して歌いたい日本文学 <Medley>
  - 桑田佳祐:Vocal, Chorus, Bass, Harmonica, Tambourine, Hand Craps, Reading Aloud
  - 斎藤誠:Electric & Acoustic Guitars, Reading Aloud
  - 小田原豊:Drums
  - 片山敦夫:Keyboards
  - 斎藤ネコ:Violin, Synthesizer & Strings Arrangement
  - 安奈陽子:Chorus, Reading Aloud
  - 原由子:Chorus, Reading Aloud
  - 田中康太朗:Reading Aloud
  - 角谷仁宣:Computer Programming
    - 斎藤誠 by the courtesy of tearbridge production／AVEX ENTERTAINMENT INC.

- HONKY JILL 〜69（あいなめ）のブルース〜
  - 桑田佳祐:Vocal, Chorus
  - ユースケ・サンタマリア:合いの手 & お囃子
  - 斎藤誠:Electric Guitar
  - 角田俊介:Bass
  - 小田原豊:Drums
  - 片山敦夫:Piano
  - 西村浩二:Trumpet
  - 菅坡雅彦:Trumpet
  - 村田陽一:Trombone
  - 山本拓夫:Tenor & Baritone Sax
  - 角谷仁宣:Computer Programming

## 収録アルバム
| 曲名                                | 作品名                     |
| ----------------------------------- | -------------------------- |
| 君にサヨナラを                      | MUSICMAN                   |
| 君にサヨナラを                      | I LOVE YOU -now & forever- |
| 君にサヨナラを                      | いつも何処かで             |
| 声に出して歌いたい日本文学 <Medley> | I LOVE YOU -now & forever- |

## ミュージック・ビデオ収録作品
| 曲名                                | 作品名   | 備考                 |
| ----------------------------------- | -------- | -------------------- |
| 君にサヨナラを                      | MUSICMAN | 初回限定盤のみ収録。 |
| 君にサヨナラを                      | MVP      |                      |
| 声に出して歌いたい日本文学 <Medley> | 未収録   |                      |
| HONKY JILL 〜69のブルース〜         | 未収録   |                      |

## ライブ映像作品
| 曲名                                | 作品名                                                                  | 備考                                                                            |
| ----------------------------------- | ----------------------------------------------------------------------- | ------------------------------------------------------------------------------- |
| 君にサヨナラを                      | 未収録                                                                  |                                                                                 |
| 声に出して歌いたい日本文学 <Medley> | 桑田佳祐 LIVE TOUR & DOCUMENT FILM 「I LOVE YOU -now & forever-」完全盤 |                                                                                 |
| HONKY JILL 〜69のブルース〜         | 桑田佳祐の音楽寅さん 〜MUSIC TIGER〜 あいなめBOX                        | DISC 1「♯02 番組の新テーマ曲を作る」及びDISC 2「♯09 寅さんの大阪案内②」に収録。 |